# Susannah Darwin (1765-1817)
Pour les articles homonymes, voir Darwin et Wedgwood.
Susannah Wedgwood Darwin (née en 1765 et morte le 15 juillet 1817) est la fille du potier anglais Josiah Wedgwood, l'épouse du médecin Robert Darwin et la mère du naturaliste Charles Darwin.

## Biographie
Descendante des Wedgwood, famille de potiers, elle est la fille de Josias, et Sarah Wedgwood. Elle grandit à Etruria Hall, maison de famille des Wedgwood à Stoke-on-Trent. 
Elle épouse le riche médecin Robert Darwin à St Marylebone dans le Middlesex, le 18 avril 1796 et donne naissance à Charles Darwin, le 12 février 1809. 
Elle souffre de troubles de santé depuis son plus jeune âge. En 1817, elle tombe gravement malade. Les troubles gastro-intestinaux dont elle souffre évoquent un grave ulcère ou un cancer de l'estomac. Elle meurt le 15 juillet 1817.
Elle, son mari et leur fille Susan sont enterrés en l'Église de St Chad, à Montford, près de Shrewsbury.

## Descendance
- Marianne Darwin (1798-1858), qui se marie avec Henry Parker (1788–1858) en 1824.
- Caroline Sarah Darwin (1800-1888) qui se marie avec son cousin Josiah Wedgwood III (petit-fils de Josiah Wedgwood)
- Susan Elizabeth Darwin (1803-1866)
- Erasmus Alvey Darwin (1804-1881)
- Charles Robert Darwin (1809-1882)
- Emily Catherine Darwin (1810-1866)